# Шукет
 Шукет  (фр. chouquette, мн.ч. chouquettes, шукеты, или petits choux («маленькие шу») — небольшие французские кондитерские изделия, напоминающие профитроли. Уменьшенная копия пирожного шу. Представляют собой шарики из заварного теста без начинки, обычно посыпанные жемчужным сахаром. Несладкая версия готовится с сыром. Термин был известен в XVI веке и первоначально применялся к небольшим солёным шарикам. С конца XVII века choquettes стали сладкими.

## История
В «The Oxford Companion to Food» (1999) Алан Дэвидсон пишет, что этот термин существует уже давно: «В XVI веке на улицах кричали: „Choux, petits choux, tout chauds“ [горячие]». Согласно «Le Thresor de santé» («Сокровищница здоровья»), опубликованному Жаном-Антуаном Угетаном в 1607 году:
«Парижские petits choux готовятся путем смешивания жирного сыра и мягкой пшеницы с несколькими яйцами, к которым добавляется мука, чтобы смесь была плотной. Её хорошо взбивают, а затем придают большую или маленькую круглую форму, например, яблока, и ставят в духовку. Когда они будут наполовину готовы, сделайте надрезы в форме креста на их верхушках и поставьте их обратно в духовку до готовности».
В «A Dictionarie of the French and English Tongues» Рэндла Котгрейва (1611) название этого блюда дано как «tichous» — «Маленькие пирожные из яиц и муки с небольшим количеством масла (иногда с сыром), которые обычно едят с сахаром и розовой водой». Дэвидсон отмечает, что в «Dictionnaire universel» Антуана Фюретьера (1690) описывается «что-то более близкое к современным пирожным „petits choux“, без сыра».
Дэвидсон описывает шукеты как одно из самых популярных парижских лакомств — «едят их за чаем, когда они тёплые и мягкие, а в остальное время полусухими». Иногда из них делают свадебные торты, на манер крокембуш, с кремом патисьер внутри.